# 朗島村
朗島村，為隸屬台東縣蘭嶼鄉的一個行政區，位於蘭嶼北側，其東側為東清村，西側為椰油村。村中有一朗島部落（Iraralay），擁有蘭嶼最寬廣的平坦腹地，也是島上六部落中，漁場最大的，而且仍保有較完整的達悟族傳統文化以及傳統聚落群。

## 人口
朗島村的人口數為蘭嶼鄉中最少者，原住民人口比率為蘭嶼鄉最高，達91%（2018年）。
| 年(月底) | 人口數(人) |
| -------- | ---------- |
| 2010     | 831        |
| 2011     | 867        |
| 2012     | 893        |
| 2013     | 907        |
| 2014     | 897        |
| 2015     | 917        |
| 2016     | 924        |
| 2017     | 927        |
| 2018     | 943        |

## 歷屆村長
| 選舉年度 | 姓名   | 黨籍       |
| -------- | ------ | ---------- |
| 2010     | 郭惠妹 | 中國國民黨 |
| 2014     | 謝保芳 | 無黨籍     |
| 2018     | 施拉橫 | 無黨籍     |
| 2022     | 謝明智 | 無黨籍     |

## 朗島部落
達悟族人稱朗島部落為「Iraralay」，為有禮貌的意思，位朗島村中央，部落領域為蘭嶼六個部落中最大的。舊部落位於朗島東溪西側的Jimawawa，因遭受天神降下洪水之災，倖存村人而後遷居至朗島部落現址。部落創立的傳說，是有兩個生自Dzipaon的竹子的女人，彼此交換兒女，而後在此地繁衍子孫；但也有村民認為，朗島部落的居民曾與隨船漂流上岸的荷蘭人通婚，所以部份家族成員的身材較其他部落的人來得高大。 
部落依地勢分為上部落和下部落，上部落有較多戰後興建的國宅。
外來者稱呼
1877年，蘭嶼被併入台灣府恆春縣，命名朗島舊部落為石門社，朗島部落為小港社。
1897年，日治時期至此調查的陸軍少校菊池河田剛，命名朗島舊部落為仲村，朗島部落為菊池村。
1904年，改以達悟語記音片假名。
1947年，戰後稱其朗島部落。
勇士舞
朗島部落的族人在戰後發展出了獨特的勇士舞（ganam iraraley，意為朗島的舞蹈），為共有24段動作變化的男性舞蹈。

## 文化資產
蘭嶼鄉朗島部落傳統領域，於2013年公告，包含部分陸域和海域，為朗島部落舉行重大祭儀的主要地方。

## 設施
- 朗島國小
- 朗島漁港
- 台東縣警察局台東分局朗島派出所
- 朗島天主堂
- 朗島基督長老教會